# Groupe de médecine de famille
Pour les articles homonymes, voir GMF.
Au Québec, un groupe de médecine de famille ou GMF est un regroupement de médecins de famille financé par le Ministère de la Santé et des Services sociaux du Québec et offrant des services médicaux dans un cadre privé, public ou mixte. 
Les GMF ont fait leur apparition dans les années 2000 et remplacent certaines cliniques et polycliniques privées.